# Oscar 1944
A 16ª cerimônia de entrega dos Academy Awards (ou Oscars 1944), apresentada pela Academia de Artes e Ciências Cinematográficas, premiou os melhores atores, técnicos e filmes de 1943 no dia 2 de março de 1944, em Los Angeles e teve  como mestres de cerimônias Jack Benny.
Esta foi a primeira cerimônia do Oscar realizada em um grande local público, o Teatro Chinês de Grauman, e também foi a primeira cerimônia a admitir o público em geral.
A série de desenhos animados Tom e Jerry ganhou seu primeiro Oscar neste ano com o curta The Yankee Doodle Mouse; ela ainda viria a ganhar mais seis Oscars, incluindo três consecutivos nos três anos seguintes, de um total de 13 indicações.
O drama Casablanca foi premiado na categoria de melhor filme.

## Indicados e vencedores
| Melhor Filme - Casablanca – Hal B. Wallis para a Warner Bros. - For Whom the Bell Tolls – Sam Wood para a Paramount - Heaven Can Wait – Ernst Lubitsch para a 20th Century Fox - The Human Comedy – Clarence Brown para a Metro-Goldwyn-Mayer - In Which We Serve – Noël Coward para a Two Cities Films - Madame Curie – Sidney Franklin para a Metro-Goldwyn-Mayer - The More the Merrier – George Stevens para a Columbia - The Ox-Bow Incident – Lamar Trotti para a 20th Century Fox - The Song of Bernadette – William Perlberg para a 20th Century Fox - Watch on the Rhine – Hal B. Wallis para a Warner Bros. | Melhor Diretor - Michael Curtiz – Casablanca - George Stevens – The More the Merrier - Ernst Lubitsch – Heaven Can Wait - Henry King – The Song of Bernadette - Clarence Brown – The Human Comedy |
| Melhor Ator/Actor (Principal) - Paul Lukas – Watch on the Rhine - Humphrey Bogart – Casablanca - Gary Cooper – For Whom the Bell Tolls - Walter Pidgeon – Madame Curie - Mickey Rooney – The Human Comedy | Melhor Atriz/Actriz (Principal) - Jennifer Jones – The Song of Bernadette - Jean Arthur – The More the Merrier - Ingrid Bergman – For Whom the Bell Tolls - Joan Fontaine – The Constant Nymph - Greer Garson – Madame Curie |
| Melhor Ator/Actor Coadjuvante/Secundário - Charles Coburn – The More the Merrier - Charles Bickford – The Song of Bernadette - J. Carrol Naish – Sahara - Claude Rains – Casablanca - Akim Tamiroff – For Whom the Bell Tolls | Melhor Atriz/Actriz Coadjuvante/Secundária - Katina Paxinou – For Whom the Bell Tolls - Gladys Cooper – The Song of Bernadette - Paulette Goddard – So Proudly We Hail! - Anne Revere – The Song of Bernadette - Lucile Watson – Watch on the Rhine |
| Melhor Roteiro/Argumento - Original - Princess O'Rourke – Norman Krasna - In Which We Serve – Noël Coward - The North Star – Lillian Hellman - Air Force – Dudley Nichols - So Proudly We Hail! – Allan Scott | Melhor Roteiro/Argumento - Adaptado - Casablanca – Julius J. Epstein, Philip G. Epstein e Howard Koch por Everybody Comes to Rick's de Murray Burnett e Joan Alison - Watch on the Rhine – Dashiell Hammett por Watch on the Rhine (peça) de Lillian Hellman - Holy Matrimony – Nunnally Johnson por Buried Alive de Arnold Bennett - The More the Merrier – Richard Flournoy, Lewis R. Foster, Frank Ross e Robert Russell por uma história de Frank Ross e Robert Russell - The Song of Bernadette – George Seaton por The Song of Bernadette (livro) de Franz Werfel |
| Melhor História Original - The Human Comedy – William Saroyan - Shadow of a Doubt – Thornton Wilder - The More the Merrier – Robert Russell e Frank Ross - Destination Tokyo – Steve Fisher - Action in the North Atlantic – Guy Gilpatric | Melhores Efeitos Especiais - Crash Dive – Efeitos Visuais: Fred Sersen; Efeitos Sonoros: Roger Heman - So Proudly We Hail! – Efeitos Visuais: Farciot Edouart e Gordon Jennings; Efeitos Sonoros: George Dutton - Stand By for Action – Efeitos Visuais: A. Arnold Gillespie e Donald Jahraus; Efeitos Sonoros: Michael Steinore - Air Force – Efeitos Visuais: Hans Koenekamp e Rex Wimpy; Efeitos Sonoros: Nathan Levinson - The North Star – Efeitos Visuais: Clarence Slifer e Ray Binger; Efeitos Sonoros: Thomas T. Moulton - Bombardier – Efeitos Visuais: Vernon L. Walker; Efeitos Sonoros: James G. Stewart e Roy Granville |
| Melhor Documentário em Longa-metragem - Desert Victory – Ministério da Informação Britânico - Baptism of Fire – Exército dos Estados Unidos - The Battle of Russia – Divisão de Serviço Especial do Departamento de Guerra dos Estados Unidos - Report from the Aleutians – Serviço Pictórico do Exército dos Estados Unidos - War Department Report – Escritório de Serviços Estratégicos dos Estados Unidos, Departamento Fotográfico de Campo | Melhor Documentário em Curta-metragem - December 7th – John Ford e Marinha dos Estados Unidos - Children of Mars – RKO Radio - Plan for Destruction – Metro-Goldwyn-Mayer - Swedes in America – Escritório de Informação de Guerra dos Estados Unidos, Departamento de Filmes no Exterior - To the People of the United States – Walter Wanger - Tomorrow We Fly – Departamento de Aeronáutica da Marinha dos Estados Unidos - Youth in Crisis – The March of Time |
| Melhor Curta-metragem em Uma Bobina - Amphibious Fighters – Grantland Rice - Cavalcade of Dance – Gordon Hollingshead - Champions Carry On – Edmund Reek - Hollywood in Uniform – Ralph Staub - Seeing Hands – Pete Smith | Melhor Curta-metragem em Duas Bobinas - Heavenly Music – Jerry Bresler e Sam Coslow - Letter to a Hero – Frederic Ullman Jr. - Mardi Gras – Walter MacEwen - Women at War – Gordon Hollingshead |
| Melhor Animação em Curta-metragem - The Yankee Doodle Mouse – Fred Quimby - The Dizzy Acrobat – Walter Lantz - The 500 Hats of Bartholomew Cubbins – George Pal - Greetings, Bait! – Leon Schlesinger - Imagination – Dave Fleischer - Reason and Emotion – Walt Disney | Melhor Edição/Montagem - Air Force – George Amy - Five Graves to Cairo – Doane Harrison - Casablanca – Owen Marks - The Song of Bernadette – Barbara McLean - For Whom the Bell Tolls – Sherman Todd e John Link |
| Melhor Trilha Sonora/Banda Sonora/Comédia ou Drama - The Song of Bernadette – Alfred Newman - The Fallen Sparrow – C. Bakaleinikoff e Roy Webb - Hi Diddle Diddle – Philip Boutelje - The Kansan – Gerard Carbonara - The North Star – Aaron Copland - Hangmen Also Die – Hanns Eisler - Commandos Strike at Dawn – Louis Gruenberg e Morris Stoloff - Johnny Come Lately – Leigh Harline - Lady of Burlesque – Arthur Lange - Victory Through Air Power – Edward H. Plumb, Paul J. Smith e Oliver G. Wallace - The Amazing Mrs. Holliday – Frank Skinner e Hans J. Salter - In Old Oklahoma – Walter Scharf - Casablanca – Max Steiner - Madame Curie – Herbert Stothart - The Moon and Sixpence – Dimitri Tiomkin - For Whom the Bell Tolls – Victor Young | Melhor Canção original - "You'll Never Know" por Hello, Frisco, Hello – Música de Harry Warren; Letra de Mack Gordon - "That Old Black Magic" por Star Spangled Rhythm – Música de Harold Arlen; Letra de Johnny Mercer - "A Change of Heart" por Hit Parade of 1943 – Música de Jule Styne; Letra de Harold Adamson - "Happiness is a Thing Called Joe" por Cabin in the Sky – Música de Harold Arlen; Letra de E. Y. Harburg - "My Shining Hour" por The Sky's the Limit – Música de Harold Arlen; Letra de Johnny Mercer - "Saludos Amigos" por Saludos Amigos – Música de Charles Wolcott; Letra de Ned Washington - "Say a Pray'r for the Boys Over There" por Hers to Hold – Música de Jimmy McHugh; Letra de Herb Magidson - "They're Either Too Young or Too Old" por Thank Your Lucky Stars – Música de Arthur Schwartz; Letra de Frank Loesser - "We Mustn't Say Goodbye" por Stage Door Canteen – Música de James V. Monaco; Letra de Al Dubin - "You'd Be So Nice to Come Home To" por Something to Shout About – Música e Letra de Cole Porter |
| Melhor Trilha Sonora/Banda Sonora/Musical - This Is the Army – Ray Heindorf - Star Spangled Rhythm – Robert Emmett Dolan - The Sky's the Limit– Leigh Harline - Coney Island – Alfred Newman - Saludos Amigos – Charles Wolcott, Edward H. Plumb e Paul J. Smith - Stage Door Canteen – Frederic E. Rich - Hit Parade of 1943 – Walter Scharf - Something to Shout About – Morris Stoloff - Thousands Cheer – Herbert Stothart - Phantom of the Opera – Edward Ward | Melhor Mixagem/mistura de Som - This Land Is Mine – Stephen Dunn - Sahara – John P. Livadary - Madame Curie – Douglas Shearer - Riding High – Loren L. Ryder - So This Is Washington– J. L. Fields - In Old Oklahoma – Daniel J. Bloomberg - The North Star – Thomas T. Moulton - Hangmen Also Die! – Jack Whitney - The Song of Bernadette – E. H. Hansen - Phantom of the Opera – Bernard B. Brown - Saludos Amigos – C. O. Slyfield - This Is the Army – Nathan Levinson |
| Melhor Direção de Arte/Preto & Branco - The Song of Bernadette – Direção de Arte: James Basevi e William Darling; Decoração de interiores: Thomas Little - Flight for Freedom – Direção de Arte: Albert S. D'Agostino e Carroll Clark; Decoração de interiores: Darrell Silvera e Harley Miller - Five Graves to Cairo – Direção de Arte: Hans Dreier e Ernst Fegte; Decoração de interiores: Bertram Granger - The North Star – Direção de Arte: Perry Ferguson; Decoração de interiores: Howard Bristol - Madame Curie – Direção de Arte: Cedric Gibbons e Paul Groesse; Decoração de interiores: Edwin B. Willis e Hugh Hunt - Mission to Moscow – Direção de Arte: Carl Weyl; Decoração de interiores: George J. Hopkins                                 | Melhor Direção de Arte/Colorido - Phantom of the Opera – Direção de Arte: John B. Goodman e Alexander Golitzen; Decoração de interiores: Russell A. Gausman e Ira S. Webb - The Gang's All Here – Direção de arte: James Basevi e Joseph C. Wright; Decoração de interiores: Thomas Little - For Whom the Bell Tolls – Direção de Arte: Hans Dreier e Haldane Douglas; Decoração de interiores: Bertram Granger - Thousands Cheer – Direção de arte: Cedric Gibbons e Daniel Cathcart; Decoração de interiores: Edwin B. Willis e Jacques Mersereau - This Is the Army – Direção de arte: John Hughes e Tenente John Koenig; Decoração de interiores: George J. Hopkins |
| Melhor Cinematografia/Fotografia/Preto & Branco - The Song of Bernadette – Arthur Miller - Casablanca – Arthur Edeson - Corvette K-225 – Tony Gaudio - The North Star – James Wong Howe - Air Force – James Wong Howe, Elmer Dyer e Charles Marshall - So Proudly We Hail! – Charles Lang - Sahara – Rudolph Maté - Madame Curie – Joseph Ruttenberg - Five Graves to Cairo – John Seitz - The Human Comedy – Harry Stradling | Melhor Cinematografia/Fotografia/Colorido - Phantom of the Opera – Hal Mohr e W. Howard Greene - Hello, Frisco, Hello – Charles G. Clarke e Allen Davey - Heaven Can Wait – Edward Cronjager - Thousands Cheer – George Folsey - For Whom the Bell Tolls – Ray Rennahan - Lassie Come Home – Leonard Smith |

### Prêmio Especial
- A George Pal pelo desenvolvimento de novos métodos e técnicas na produção de curtas-metragens conhecidos como Puppetoons.[4]

### Prêmio Memorial Irving G. Thalberg
- A Hal B. Wallis[4]

### Múltiplas indicações
- 12 indicações: The Song of Bernadette
- 9 indicações: For Whom the Bell Tolls
- 8 indicações: Casablanca
- 7 indicações: Madame Curie
- 6 indicações: The More the Merrier e The North Star
- 5 indicações: The Human Comedy
- 4 indicações: Air Force, Phantom of the Opera, So Proudly We Hail! e Watch on the Rhine
- 3 indicações: Five Graves to Cairo, Heaven Can Wait, Sahara, Saludos Amigos, This is the Army e Thousands Cheer
- 2 indicações: Hangmen Also Die,  Hello, Frisco, Hello, Hit Parade of 1943, In Old Oklahoma, In Which We Serve, The Sky's the Limit, Something to Shout About, Stage Door Canteen e Star Spangled Rhythm